# Busset
Busset è un comune francese di 856 abitanti situato nel dipartimento dell'Allier della regione dell'Alvernia-Rodano-Alpi. Contea fin dal Medioevo, ha dato il nome al ramo dei Borbone denominato Borbone-Busset.

## Società

### Evoluzione demografica
Abitanti censiti